# Cantonul Orléans-Saint-Marc-Argonne
Cantonul Orléans-Saint-Marc-Argonne este un canton din arondismentul Orléans, departamentul Loiret, regiunea Centru, Franța.